# La Maison des autres (téléfilm, 1977)
Pour les articles homonymes, voir La Maison des autres.
La Maison des autres est un téléfilm français en 2 parties réalisé en 1977 par Jean-Pierre Marchand et adapté du roman éponyme de Bernard Clavel.
- première partie : La Plonge
- deuxième partie : La Revanche

## Synopsis
En 1937, Julien, 14 ans, doit commencer à travailler pour aider ses parents âgés, retraités. Il entre comme apprenti à la boulangerie-pâtisserie des Petiot. D’abord enthousiasmé par la découverte d’un milieu professionnel qui lui plaît, par les relations amicales qu’il noue avec ses jeunes collègues de travail, Julien va petit à petit prendre conscience de l’exploitation pratiquée par son couple d’employeurs. Leur paternalisme va bientôt se transformer en affrontement permanent jusqu’à ce que Julien découvre l’union syndicale.

## Thèmes et contexte
Outre la notable adaptation par Bernard Clavel de son roman éponyme, œuvre elle-même inspirée de sa propre expérience d’apprenti pâtissier, ce téléfilm dut sa réussite à la qualité de sa réalisation ainsi qu’à la prestation de ses trois principaux acteurs. On n’oublie pas le jeune Philippe Marlaud-Julien aux prises avec ses deux partenaires, le couple Petiot : Jacques Rispal, paternaliste et perfide, et Geneviève Fontanel, manipulatrice jouant de ses charmes pour engager son personnel à travailler toujours plus à moindres frais, avec ses injonctions sirupeuses, « il faut tenir propre… » 

## Fiche technique
- Titre : La Maison des autres
- Réalisation :	Jean-Pierre Marchand
- Scénario et adaptation : Jean-Pierre Marchand et Bernard Clavel d’après son roman La Maison des autres, série La Grande patience (Éditions Robert Laffont, 1962)
- Dialogues : Bernard Clavel
- Directeur de la photographie : René Mathelin
- Musique : Jean-François Gaël
- Pays d’origine :  France
- Production : TF1
- Période de tournage : juillet 1976
- Format : couleur — 4/3 (1.33:1) — son monophonique
- Genre : comédie dramatique
- Première diffusion sur TF1 :

1. La Plonge : 4 mai 1977
2. La Revanche : 11 mai 1977

- Rediffusion TF1 :

1. La Plonge : 1er janvier 1979
2. La Revanche : 7 janvier 1979

- Public : tout public

## Distribution
- Philippe Marlaud : Julien
- Jacques Rispal : Monsieur Petiot
- Geneviève Fontanel : Madame Petiot
- Sabine Haudepin : Colette
- Gilles Roussel : Maurice
- Paul Crauchet : l'oncle de Julien
- Germaine Delbat : la mère de Julien
- Michèle Amiel : Georgette
- Jean-Pierre Bagot : le chef
- Albert Dray : Victor
- Laurence Delpierre : Claudine
- Lucienne Lemarchand : la mère Raffin
- Jeanne Allard : la tante de Julien
- Christiane Tissot : Hélène
- Anne-Marie Philipe : Marlène
- André Marcon : Denis

## Autour du téléfilm
- Téléfilm qui révéla l’acteur Philippe Marlaud à 17 ans, prématurément disparu en 1981 à l'âge de 22 ans.